# Basilius Amerbach
Basilius Amerbach (1. prosince 1533 Basilej – 25. dubna 1591 Basilej) byl švýcarský humanista, právník, univerzitní rektor a sběratel umění.

## Život a dílo
Pocházel z rodiny basilejských erbovních patricijů, narodil se jako jediný syn humanisty Bonifáce Amerbacha a jeho ženy Marthy Fuchsové.
Absolvoval studia práv na univerzitě v Padově. V letech 1549 až 1560 působil v Basileji, Tübingenu, Padově, Bologni, Římě, Neapoli a v Bourges. Ve Špýru absolvoval první právnickou stáž, na univerzitě v Bologni doktorát obojího práva. Dále působil jako pedagog a právní poradce. Od roku 1561 byl profesorem na univerzitě v Basileji, zasloužil se o univerzitní knihovnu. Ihned byl jmenován také jejím rektorem a tuto funkci vykonával ještě třikrát v letech 1566, 1580 a 1588. Byl významným sběratelem umění, vytvořil tzv. Amerbachův kabinet. Udržoval korespondenci mimo jiné s Johannem Jakobem Rüegerem, Adolfem Occem a jeho přítelem, sběratelem umění Felixem Platterem. Patřil k zakladatelům švýcarské archeologie, pátral po stavbách římského města Augusta Raurica u Basileje. Nalezl a prozkoumal kamenné základy tamního amfiteátru. Stejně jako jeho otec nezanechal žádné literární dílo.
Oženil se s Esther Rüdinovou z patricijské rodiny basilejských směnárníků. Jejich jediný syn Bonifác zemřel ve věku čtyř měsíců.

## Amerbachův kabinet
Takto nazvaná sbírka obsahovala obrazy, kresby, grafiku, předměty uměleckých řemesel, medaile a kuriozity, staré tisky, vlastní korespondenci, disertační práce absolventů basilejské univerzity a jiné rukopisy. Stala se základem nejstaršího veřejně přístupného muzea na světě, Muzea umění v Basileji. K nejcennějším položkám kabinetu patří obrazy Hanse Holbeina mladšího a Erasma Rotterdamského, kteří byli Amerbachovými přáteli, stejně jako malíř Hans Bock starší.